# Obrochishte
Obrochishte (búlgaro: Оброчище) es un pueblo de Bulgaria perteneciente al municipio de Balchik de la provincia de Dobrich.
Con 2263 habitantes en 2011, es la segunda localidad más importante del municipio tras la capital municipal Balchik, así como la pedanía más poblada de la provincia.
Hasta 1942, la localidad era conocida como "Teteko", palabra de origen túrquico que viene a significar "casa de oración musulmana con habitaciones para los derviches". Se cree que el pueblo fue fundado originalmente en torno a una türbe construida por los bektashi. Originalmente poblado por turcos, los búlgaros poblaron la localidad a principios del siglo XX, como consecuencia de la caída del Imperio otomano, a través de migraciones desde Tracia.
Se ubica unos 5 km al suroeste de Balchik, cerca de la localidad portuaria de Albena.